# Gynacantha gracilis
Gynacantha gracilis är en trollsländeart som först beskrevs av Hermann Burmeister 1839.  Gynacantha gracilis ingår i släktet Gynacantha och familjen mosaiktrollsländor. Inga underarter finns listade i Catalogue of Life.